# Iittala
Iittala är ett finländskt företag som tillverkar glas och porslin. Iittalagruppen, som har 1 400 anställda, ägs sedan 2007 av det finländska industriföretaget Fiskars.

## Historik
Iittala glasbruk grundades år 1881 i byn Iittala i Kalvola kommun nära Tavastehus i Finland som ett renodlat glasbruk av smålänningen Petrus Magnus Abrahamson. De första glasblåsarna var från Sverige. Bruket anlades nära järnvägen. År 1917 köptes bruket upp av A. Ahlström O/Y, som då redan ägde det 1888 grundade Karhula glasbruk. 

### Konstglas

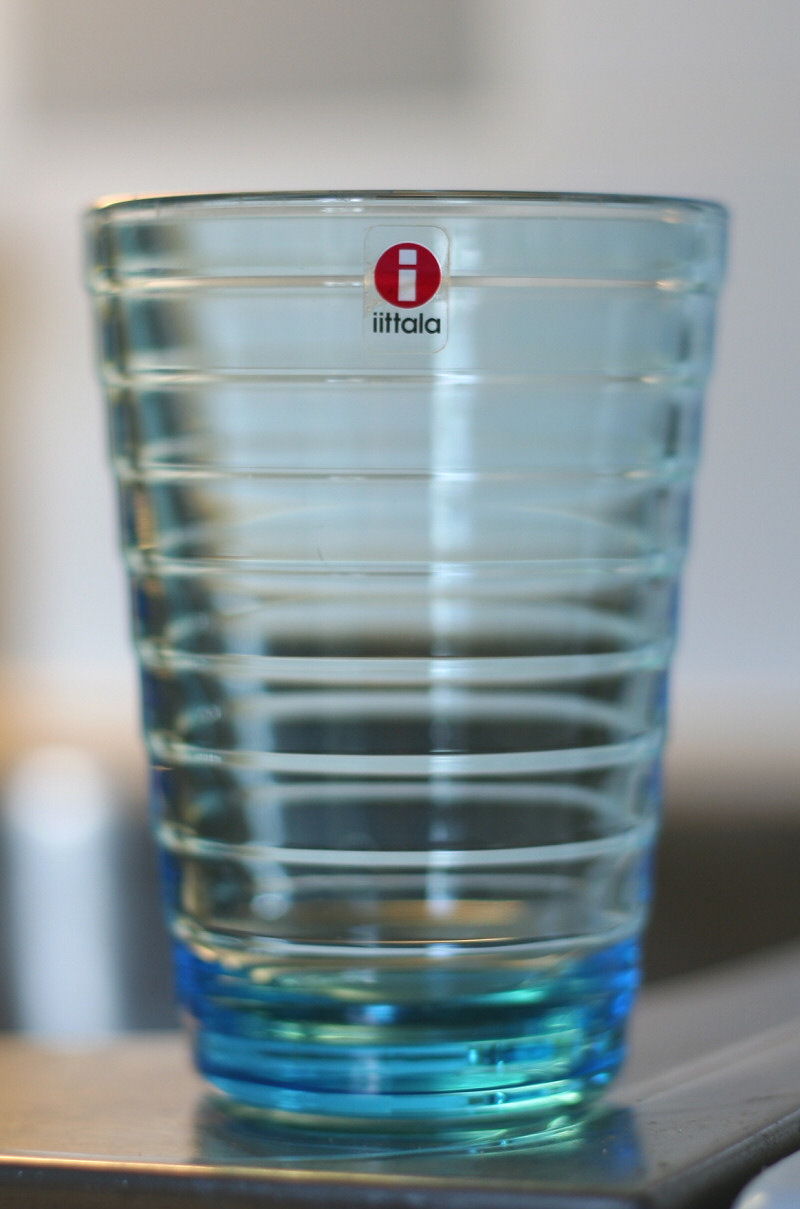
Aino av Aino Marsio-Aalto

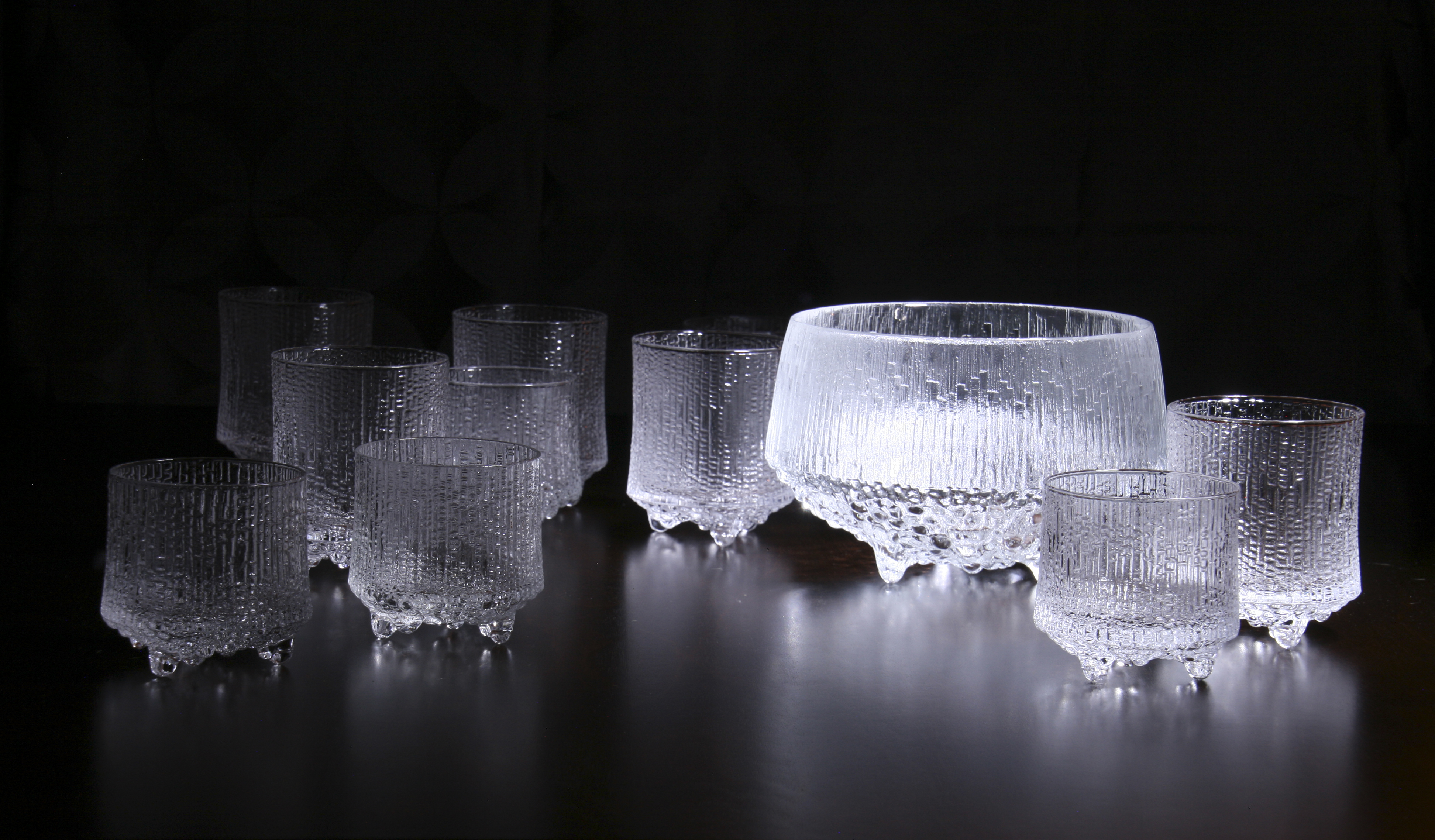
Ultima Thule av Tapio Wirkkala

Till en början tillverkades främst bruksglas som buteljer och konservburkar, men under 1930-talet började Iittala även framställa konstglas. Under 1940- och 1950-talet flyttades allt mer av bruksglasproduktionen över till Karhula glasbruk, medan Iittala fick ta hand om konstglasproduktionen. Bruket knöt till sig konstnärer som Alvar Aalto 1937–1938, Gunnel Nyman 1935–1949, samt från 1940-talet Tapio Wirkkala.
Tapio Wirkkala blev berömd efter att ha vunnit Iittalas tävling i glasformgivning 1946. Två av hans glasarbeten – Madonnan och Campanile – ställdes ut på triennalen i Milano 1951. Kaj Franck, som även var verksam vid Arabia, engagerades i formgivningen och han anses tillsammans med Alvar Aalto och Aino Marsio-Aalto ha varit den som skapat Iittalas moderna formspråk.
År 1988 gick Iittala samman med Notsjö glasbruk, vars serviser som Kastehelmi nu säljs under Iittalas varumärke. År 1991 köptes glasbruket av Hackman.

### Iittalagruppen
Iittalagruppen är en koncern med sex nordiska tillverkare av bruksföremål, (med bland andra varumärket iittala
- Iittala, i Iittala, Humppila utanför Tavastehus och Notsjö, som gör glas.
- Arabia i Helsingfors, som gör porslin.
- Hackman i Sorsakoski utanför Kuopio, som gör kastruller, stekpannor, knivar och bestick.
- Rörstrand i Lidköping i Sverige, som gör porslin.
- BodaNova i Höganäs, som gör bestick, glas och ugnsfasta glasformar.
- Höganäs Keramik i Höganäs, som gör muggar och andra produkter av keramik.
- Høyang-Polaris i Moss i Norge, som gör kastruller, stekpannor, knivar, bestick, bakformar och köksredskap.

Dessutom har Iittala en fabrik i Lillkyro för (komponenter. 
År 2004 blev Iittala huvudvarumärke för koncernens produkter.